# Gianni Vattimo
Gianteresio Vattimo, cunoscut, de asemenea, ca Gianni Vattimo, (n. 4 ianuarie 1936, Torino, Italia – d. 19 septembrie 2023, Torino, Italia) a fost un filozof (cunoscut în Italia și în străinătate) și un politician italian, fost membru al Parlamentului European în perioada 1999 - 2004 din partea Italiei.